# Buffalo Lake (Minnesota)
Pour les articles homonymes, voir Buffalo Lake.
Buffalo Lake est une ville américaine située dans le Comté de Renville, dans le Minnesota. Selon le recensement de 2010, sa population est de 733 habitants.